# 赤い部隊
赤い部隊もしくはレッド・グループ (パシュトー語: سره کیتا(ローマ字読みはSara kheta); ウルドゥー語: سرخ یونٹ)は、ターリバーンにおいて特殊作戦を実行した武装集団。政権奪取後はアフガニスタン・イスラム首長国軍の特殊部隊とされる。

## 歴史
赤い部隊は、2016年初めにサンギンにおいて最初の作戦展開を観測された。 その年の夏、タリバンのスポークスマンは、赤い部隊がアフガン国軍に対する行動で一貫して「良好な」結果を出しており、作戦展開を増やすための活用について議論が進んでいることをメディアに報告した。
この部隊に対する評価は、ヘルマンド州の地方官によって繰り返され、その組織は「非常に危険で非常に成功している」と評された。 その後、赤い部隊はアフガニスタンの至る所で活動し始め、最も重要かつ危険な任務に反政府勢力によって利用されるようになった。
2018年7月、赤い部隊はダルザブの戦いで重要な役割を果たし、ISKPに対してタリバンが大きな勝利を収めた。 2018年後半までに部隊はクンドゥズ州、バグラン州、ファリャブ州で最も活発に活動していることが知られ、これらの地域で多くのタリバンの大きな前進に協力した。
赤い部隊は 2021年ターリバーン攻勢に参加し、アフガニスタン旧政府軍からのクンドゥズ奪取を支援、ラシュカルガの戦いに参加し、その際に指揮官の一人であるマウラウィ・ムバラクが空爆で命を落とした。

## 戦術、装備、隊員
赤い部隊は2016年時点で約300人で編成されていたとされ、M4カービン、重機関銃、暗視装置、デジタル無線機などの「高度な武器」を装備していると報告されている。 彼らは特に夜間戦闘に熟達していることが知られ、ほとんどのアフガン国軍兵士より訓練と装備が優れているという。
一般にタリバンの「特殊部隊」と呼ばれるが、アナリストは赤い部隊がおそらく伝統的な特殊作戦任務を行っておらず、代わりに突撃隊または急速展開部隊として使用されていると主張した。赤い部隊はオートバイで移動しながら、孤立した前哨基地を襲撃し、地元の防御を破壊し、他の部隊が対応できる前に退却することが多かった。彼らの実力は正規国家の特殊部隊に匹敵しないとされるが、赤い部隊はしばしばタリバンの攻撃の先鋒となり、戦闘で非常に有効であることが実証されている。
そのメンバーは、タリバンの正規軍とは様々な点で異なっている。他のタリバンとは異なり、彼らは様々な氏族や村に忠実ではなく、運動そのものに忠実である。 2020年までに、この部隊の訓練キャンプの1つは、パクティカ州の山中にあるいわゆる「タリク・ビンジアード軍団」であった。